# قصاصات بوز
قصاصات بوز، مثال عن الحياة اليومية والناس العاديين (بالإنجليزية: Sketches by "Boz," Illustrative of Every-day Life and Every-day People)‏ (المعروف باسم ملامح من بوز)، هي عبارة عن مجموعة من القطع القصيرة بقلم تشارلز ديكنز نشرت في كتابه عام 1836، مع رسوم توضيحية بقلم جورج كروكشانك. ويحتوي الكتاب على 56 قصاصة تتعلق بمشاهد لندن وأهلها، وينقسم العمل كله إلى أربعة أقسام: «رعيتنا»، «مشاهد»، «شخصيات»، و«حكايات». المواد في الأجزاء الثلاثة الأولى تتكون من لوحات قلمية من غير سرد، ولكن القسم الأخير يضم القصص الخيالية. نشرت الرسومات في الأصل في مختلف الصحف والدوريات بين عامي 1833 و 1836، ثم صدرت في دفعات تحت عنوانها الحالي 1837-1839.